# Norm Grabowski
Norm Grabowski (ur. 5 lutego 1933, zm. 12 października 2012) – amerykański konstruktor hot rodów oraz aktor filmowy i telewizyjny polskiego pochodzenia.

## Biografia
W roku 1952 po wyjściu z wojska Grabowski zbudował hod roda na bazie skróconego Forda Model T z 1922 roku połączonego ze skróconym Fordem Model A. Swój pojazd wyposażył w mocny silnik Cadillaca z samochodu swoich rodziców. Wynikiem jego pracy było auto o unikatowym wyglądzie które zainspirowało wiele kolejnych hot rodów. Samochód po raz pierwszy znalazł się na okładce czasopisma Hot Rod Magazine w październiku 1955 r. po czym przeszedł kilka modyfikacji, między innymi zwiększono prześwit i pochylono przednią szybę. Samochód został również przemalowany na niebiesko z charakterystycznymi płomieniami. Tak przerobione auto trafiło na kolorową okładkę czasopisma Car Craft w kwietniu 1957 r. oraz tygodnika Life z 29 kwietnia 1957 r.
Jego hot rod typu T-bucket znany jako Kookie Kar zagrał w serialu policyjnym 77 Sunset Strip którego właścicielem była postać Kookie w którą wcielił się
Edd Byrnes.
Pojazdy Grabowskiego znane dzięki okładkom czasopism były wynajmowane do filmów i otworzyły mu drogę do kariery aktorskiej. Po raz pierwszy wystąpił na ekranie w serialu The Many Loves of Dobie Gillis. Zagrał między innymi w filmach: Wagabunda, Szczęśliwa dziewczyna, czy Duch Blackbearda. Wycofał się z aktorstwa w 1980 r. po filmie Wyścig armatniej kuli.
Norman Grabowski zmarł 12 października 2012 roku.

## Filmografia

### Kino
- 1958 High School Confidential
- 1959 The Beat Generation
- 1959 The Big Operator
- 1959 Girls Town
- 1960 College Confidential
- 1960 Sex Kittens Go to College
- 1964 The Misadventures of Merlin Jones
- 1964 Wagabunda
- 1965 Szczęśliwa dziewczyna
- 1965 The Monkey’s Uncle
- 1966 Out of Sight
- 1968 Duch Blackbearda
- 1974 Płonący wieżowiec
- 1978 Kaskaderzy
- 1981 Wyścig armatniej kuli

### Telewizja
- 1959 – 1963 The Many Loves of Dobie Gillis
- 1966 The Monkees
- 1966 – 1968 Batman